# Scott Thorson
Scott Thorson (La Crosse (Wisconsin), 23 januari 1959 – Los Angeles, 16 augustus 2024) was een Amerikaanse die vooral bekend is geworden vanwege zijn relatie met en rechtszaak tegen de pianist en entertainer Liberace.
Thorson kwam op zeventienjarige leeftijd in contact met Liberace en had van 1977 tot 1982 een verhouding met hem. Toen die relatie ten einde liep, diende Thorson een vordering tot alimentatie in van $100.000.000. De zaak werd geschikt op $75.000 en enige goederen ter waarde van $20.000.
Scott Thorson schreef in 1988 met medewerking van een beroepsauteur een boek over zijn relatie met Liberace die zijn homoseksualiteit publiekelijk altijd heeft ontkend en in 1987 aan aids is overleden.
Het boek vormde in 2013 de basis voor een succesvolle film, Behind the Candelabra, met in de hoofdrollen Michael Douglas als Liberace en Matt Damon als Scott Thorson. De film die in première ging op het filmfestival van Cannes won elf Emmy Awards en twee Golden Globe Awards.
Thorson is diverse malen in aanraking geweest met justitie wegens diefstal, fraude en drugshandel. Hij zat sinds 2014 een gevangenisstraf van acht tot twintig jaar uit in het Northern Nevada Correctional Center. 
Thorson overleed op 16 augustus 2024 op 65-jarige leeftijd aan kanker en hartziekten.